# AMX MK F3
El AMX MK F3 (en francés: Canon de 155 mm Mle F3 Automoteur, Cañón de 155 mm autopropulsado) es un obús autopropulsado de 155 mm, desarrollado por el Ejército francés para reemplazar a los obuses autopropulsados estadounidenses M41 Gorilla de 155 mm. El MK F3 es el obús autopropulsado de 155 mm más pequeño y ligero jamás construido, lo cual sumado a su bajo costo facilitó su exportación a diversos países.

## Historia
A inicios de la década de 1950, el Ejército Francés deseaba reemplazar sus envejecidos obuses autopropulsados M41 Gorilla con uno de diseño propio, basado en el chasis del tanque ligero AMX-13. El MK F3 entró en producción a inicios de la década de 1960. Su bajo costo y ligero peso lo convirtieron en un arma muy popular en el mercado de exportación, siendo adquirido por varios países de América del Sur y del Oriente Medio y producido hasta inicios de la década de 1980, mucho después que el ejército francés adoptase el obús autopropulsado con torreta GCT 155 mm.

## Diseño
El MK F3 es básicamente un chasis de tanque ligero AMX-13 modificado, con la rueda tensora retirada y el casco modificado para aceptar un obús de 155 mm con sus mecanismos de elevación, rotación y reducción de retroceso, incluyendo dos rejones de apoyo que se clavaban en el suelo para proveer mayor estabilidad al disparar. El obús de 155 mm fue diseñado por el Atelier de Construction de Tarbes (ATS) y el chasis por el Atelier de Construction Roanne (ARE). El montaje del obús en el chasis y todas las pruebas de disparo fueron llevados a cabo por el Etablissement d'Etudes et de Fabrications d'Armement de Bourges (EFAB). Ya que el ARE estaba preparándose para la producción del tanque principal de combate AMX-30, la producción de toda la familia del tanque AMX-13 (inclusive la del obús autopropulsado F3 de 155 mm) fue trasferida a Mécanique Creusot-Loire. 
El MK F3 dispara el obús estándar de alto poder explosivo (HE) de 43,75 kg con un alcance de 20.050 m. También puede disparar proyectiles asistidos por cohetes (VLAP), fumígenos y luminosos.
El chasis del MK F3 está hecho de acero soldado con un espesor de 10 a 20 mm, ofreciendo a sus dos tripulantes protección frente al fuego de armas ligeras y esquirlas. La distribución es convencional, con el compartimiento del conductor en el lado izquierdo, el motor a la derecha y el obús de 155 mm atrás. Al frente del casco está montada una salpicadera para evitar que el agua vaya sobre el glacis cuando el vehículo vadea arroyos. Frecuentemente se transporta una rueda de repuesto sobre el glacis. El conductor dispone de una escotilla que se abre hacia la izquierda y cuenta con tres periscopios diurnos, el central puede ser reemplazado con uno nocturno (o térmico). El comandante va sentado detrás del conductor y tiene una escotilla doble que se abre a ambos lados y que también tiene tres periscopios diurnos. 
La suspensión de barra de torsión consiste en cinco ruedas de rodaje con llantas de caucho, con la rueda impulsora al frente y la quinta rueda de rodaje actuando como tensora. Tiene tres rodillos de retorno. La primera y la última rueda presentan amortiguadores hidráulicos. Las orugas de acero pueden equiparse con zapatas de caucho si es necesario. Los contenedores de almacenaje se encuentran a lo largo de cada lado de la parte superior del casco. El equipo estándar incluye un altavoz y un cabestrante con 400 m de cable.

### Debilidades
Las debilidades del diseño del MK F3 incluyen la falta de un sistema de protección ABQ para su tripulación. Además solamente puede transportar dos de los ocho tripulantes necesarios para operarlo. Los seis tripulantes restantes y 25 proyectiles viajan en vehículos de apoyo, normalmente AMX-VCI. En caso de necesidad, los tripulantes adicionales pueden viajar sobre el vehículo, pero en todos los casos se encuentran fuera del vehículo y están expuestos al fuego enemigo. Como ha sido construido a partir de un AMX-13 modificado, es posible tener el poder de fuego de un obús de 155 mm en un chasis más rápido y pequeño que los empleados por otras fuerzas armadas, aunque sacrificando protección para el resto de la tripulación.

## Producción
La producción total del MK F3 ronda las 600 unidades. A partir de 1993, Mécanique Creusot-Loire pasó a llamarse GIAT y en 2006 fue renombrada como Nexter. En 1997 Francia suministró los últimos diez Mk F3 a Marruecos.

## Usuarios
- Francia
- Arabia Saudita
- Argentina – 24 AMX MK 1 F3 (retirados en 2018)[2]
- Catar
- Chile –12 AMX MK 1 F3 (Dados de baja en 2015, reemplazados por 24 M109 KAWEST y 24 M109A5).[3][4]
- Ecuador – AMX MK 1 F3
- Irak – AMX-13-155
- Marruecos – AMX-13-155
- República Árabe Saharaui Democrática – AMX MK 1 F3
- Venezuela – AMX MK 1 F3
- Perú Cuenta con 12 unidades almacenadas.

### Vehículos similares
- PZH-2000

- Obús autopropulsado M108
 Obús autopropulsado M109
 Obús autopropulsado M110
  Obús autopropulsado NLOS
- Sholef
- OTO Melara Palmaria (artillería)
- K-9 Thunder
- Tipo 75
 Tipo 99
- AHS Krab
- AS-90 Braveheart
- 2S19 Msta
- T-155 Fırtına
- SSPH Primus
- G6 Rhino